# Малатинский, Антон
Антон Малатинский (словац. Anton Malatinský; 15 января 1920, Трнава — 1 декабря 1992, Братислава) — чехословацкий футболист и футбольный тренер, словак по национальности.

## Карьера игрока

### Клубная
Большую часть карьеры провёл за «Спартак» из Трнавы: за него выступал как в период независимости Чехословакии, так и во время существования Первой Словацкой республики (марионеточного государства, подчинявшегося Германии). Позднее выступал в братиславском «Словане» и «Банике» из Хандловой. Отметился тем, что в 1948 году как играющий тренер помог выиграть «Спартаку» чемпионат Чехословакии среди юниоров. В 1956 году завершил карьеру из-за травмы колена. Всего же сыграл 219 игр и забил 79 голов.

### В сборной
В составе сборной Словацкой республики сыграл 6 матчей, в составе сборной Чехословакии — 10. Был в заявке на чемпионат мира 1954.

## После карьеры игрока
С 1956 по 1984 годы работал тренером. Большую часть карьеры (с перерывами) проработал в родном трнавском «Спартаке» (выиграл с ним чемпионаты Чехословакии 1968, 1969, 1971, 1972 и 1973 годов, а также выиграл Кубки Чехословакии 1967 и 1971 годов), также работал в братиславском «Словане», голландском клубе АДО Ден Хааг, а также австрийских «Адмире» и «Санкт-Пёльтене». Скончался в 1992 году; после его смерти стадион в Трнаве, где играет «Спартак», был переименован в честь Малатинского (это случилось в 1998 году). В 2000 году Малатинский был назван «Величайшим трнавцем столетия».